# 정영일
정영일(丁榮一, 1988년 11월 16일 ~ )은 전 KBO 리그 SSG 랜더스의 투수이다. 그의 동생은 전 KBO 리그 삼성 라이온즈의 외야수였던 정형식이다.

## 선수 시절

### 아마추어 시절
광주진흥고등학교 3학년 때인 2006년 대통령배 전국고교야구대회 1차전 경기고와의 경기에서 13.2이닝동안 국내 최다인 23탈삼진을 기록해 주목받았다. 이틀에 걸친 16회 연장전에 경기고의 64타자를 상대로 242구를 던져 12피안타, 11사사구, 6실점을 하며 끝내기 패배를 당했다. 이어 열린 청룡기 전국고교야구대회에서도 경남고 상대로 16이닝 222구를 던진 결승전을 포함해 9일 동안 5경기에서 741구의 살인적인 투구 수를 기록해 혹사 논란과 함께 당시 진흥고 감독이었던 박철우를 비롯한 일선 고교 지도자들에 대해 비난 여론이 거세게 일었다. 급기야 당시 민주노동당 소속 국회의원이었던 노회찬까지 그의 사례를 근거로 고교 야구 선수들의 혹사에 대한 직권 조사와 시정을 권고하는 진정서를 국가인권위원회에 제출하기도 했다. 이러한 고교 시절 혹사는 훗날 부상으로 연결되며 미국에서 그의 발목을 잡는 결정적 원인이 됐다.
2007년 KIA 타이거즈의 1차 지명을 받았으나, 계약 조건에 이견을 보여 입단을 거절하고 계약금 110만 달러에 MLB LA 에인절스에 입단했다.

### 미국 프로야구 시절

#### LA 에인절스마이너 시절
진흥고 시절 혹사의 후유증으로 미국에서는 별 활약을 보여주지 못하고 귀국했다. 부상으로 인해 입단 이후에도 MLB에 승격되지 못했고, 2007년에 오른쪽 팔꿈치 부상을 당한 뒤 재활에 실패해 2008년 6월에 토미 존 수술을 받았다. 그러나 회복하지 못하고 2011년 5월 27일에 방출됐다.

### 한국 독립야구 시절

#### 고양 원더스시절
방출된 후 야구 규약 107조 2항에 따라 2년의 한국 진입 유예 기간이 적용돼 2013년 5월까지 한국 경기에 나올 수 없었으며, 고양 원더스 이적 후에도 2군 경기에 2년간 등판할 수 없었다. 한국 경기에 설 수 없었던 그는 상무 야구단이나 경찰 야구단 입대를 모색했으나 한국에서의 경력 부재를 이유로 지원하지 못했고, 병역을 해결하지 못했다. 2011년 12월 24일에 미국 복귀를 포기하고 입단했으나, 2군 경기 출전이 제한되자 팀을 떠났다.

### 일본 독립야구 시절

#### 가가와 올리브 가이너스시절
이대호의 형이자 에이전시 대표 이차호의 주선으로 2013년 3월에 입단해 그 해 7월 1일까지 활동했다. 퇴단 전까지 4경기에 등판해 2.2이닝 평균자책점 3.38을 기록했다.

### 한국 프로야구 시절

#### SK 와이번스시절
유예 기간이 풀리는 대로 신인 드래프트에 나서겠다는 의사를 밝혔고, 2차 5라운드 지명을 받았다. 당시 단장이었던 민경삼이 그의 절실함을 보고 지명했으며, 아직 해결하지 못한 병역과 관련해 따로 이야기하겠다고 밝혔다. 지명받은 후 곧바로 9월 2일에 재활군에 합류했다. 2013년 9월 30일에 계약금 없이 입단 계약을 체결했다.

#### 상무 야구단시절
실전 감각 부재 및 병역 문제가 해결되지 않았다는 점을 감안해 민경삼과 협의한 끝에 실전 감각 회복과 몸 관리를 위해 입대했다.
2015년 9월 제대 전 제 29회 아시아 야구 선수권 대회에 국가대표로 참가했다. 풀리그 2차전인 중국전에서 구원 등판해 1이닝 1탈삼진, 무피안타, 무실점으로 호투했으며, 4차전 일본전에서도 구원 등판해 김재영, 이용찬과 이어 던지며 경기 후반을 무실점으로 막는 데 힘을 더했다. 일본전의 극적인 역전 승에 힘입어 한국은 5전 전승을 기록했고, 드림팀 2기가 활약했던 1999년 제 20회 대회 이후 16년 만에 아시아 정상 자리를 되찾았다.

#### SK 와이번스복귀 &SSG 랜더스시절
군 복무 후 2016년 시즌부터 본격적으로 1군에서 활동했다.
2018년 시즌 51경기에 출전해 3승, 13홀드, 5점대 평균자책점을 기록하며 마운드에 활력을 불어넣었다. 2018년 한국시리즈에서는 5경기에 등판해 6이닝 무실점, 1세이브, 평균자책점 0을 기록하며 김태훈과 함께 불펜의 핵심 역할을 했다. 매 경기 시속 150㎞/h 안팎의 빠른 직구를 주무기로 두산 베어스의 타자들을 힘으로 찍어 눌렀으며, 6차전에서는 2.1이닝 1피안타, 3탈삼진을 기록했다. 2021년 10월에 방출됐다.

## 출신 학교
- 광주화정초등학교
- 광주충장중학교
- 광주진흥고등학교

## 통산 기록
| 연도 | 팀명  | 평균자책점 | 경기 | 완투 | 완봉 | 승 | 패 | 세 | 홀 | 승률  | 타자 | 이닝 | 피안타 | 피홈런 | 볼넷 | 사구 | 탈삼진 | 실점 | 자책점 |
| ---- | ----- | ---------- | ---- | ---- | ---- | -- | -- | -- | -- | ----- | ---- | ---- | ------ | ------ | ---- | ---- | ------ | ---- | ------ |
| 2016 | SK    | 4.74       | 21   | 0    | 0    | 1  | 0  | 0  | 1  | 1.000 | 99   | 24.2 | 16     | 3      | 12   | 3    | 18     | 13   | 13     |
| 2017 | SK    | 10.13      | 9    | 0    | 0    | 0  | 0  | 0  | 0  | -     | 44   | 8    | 12     | 3      | 6    | 1    | 2      | 12   | 9      |
| 2018 | SK    | 5.32       | 51   | 0    | 0    | 3  | 0  | 0  | 13 | 1.000 | 205  | 44   | 48     | 7      | 21   | 5    | 33     | 33   | 26     |
| 2019 | SK    | 3.21       | 44   | 0    | 0    | 1  | 2  | 1  | 8  | 0.333 | 175  | 42   | 32     | 1      | 22   | 1    | 35     | 15   | 15     |
| 2020 | SK    | 6.56       | 29   | 0    | 0    | 2  | 2  | 2  | 2  | 0.500 | 114  | 23.1 | 31     | 6      | 11   | 3    | 17     | 20   | 17     |
| 2021 | SSG   | 9.00       | 1    | 0    | 0    | 0  | 0  | 0  | 0  | -     | 9    | 2    | 4      | 1      | 0    | 0    | 0      | 2    | 2      |
| 통산 | 6시즌 | 5.13       | 155  | 0    | 0    | 7  | 4  | 3  | 24 | 0.636 | 646  | 144  | 143    | 21     | 72   | 13   | 105    | 95   | 82     |